# エウブロンテス・ノビタイ
エウブロンテス・ノビタイ（学名 : Eubrontes nobitai）とは、
中国で発見された大型肉食恐竜の足跡の化石。エウブロンテス属の一種である。

## 概要
ドラえもんの大ファンだという中国地質大学のシン・リダ（邢立達）准教授により名付けられた。2020年に公開された映画『映画ドラえもん のび太の新恐竜』にて名前をつけたがっていたのを見てのび太くんの夢を叶えてあげようと思ったと話している。
現在のところは足跡しか発見されていないが、足跡の大きさから体長は4m程度だったと考えられている。

## 参考
1. ↑  株式会社インプレス (2021年7月9日). “国立科学博物館、ミニ企画展開催。のび太の夢を叶えた「エウブロンテス・ノビタイ」レプリカを公開”. トラベル Watch. 2021年9月27日閲覧。
2. ↑  Li-Da Xing, Martin G. Lockley, Hendrik Klein, Li-Jun Zhang, Anthony Romilio, W. Scott Persons IV, Guang-Zhao Peng, Yong Ye & Miao-Yan Wang (2021-07-05). “The new ichnotaxon Eubrontes nobitai ichnosp. nov. and other saurischian tracks from the Lower Cretaceous of Sichuan Province and a review of Chinese Eubrontes-type tracks” (英語). Journal of Palaeogeography.
3. ↑  “中国発見の新恐竜に「のび太」 「エウブロンテス・ノビタイ」命名”. 毎日新聞. 2021年9月27日閲覧。[リンク切れ]
4. ↑  “のび太の名がついた恐竜の足跡 国立科学博物館で展示始まる：朝日新聞デジタル”. 朝日新聞デジタル (2021年11月30日). 2024年9月27日閲覧。